# Mistrzostwa Hiszpanii w łyżwiarstwie figurowym
Mistrzostwa Hiszpanii w łyżwiarstwie figurowym (hiszp. Campeonato de España de patinaje sobre hielo) – krajowe zawody mistrzowskie w Hiszpanii w łyżwiarstwie figurowym organizowane przez Hiszpańską Federację Sportów Lodowych. Medale są przyznawane w konkurencji solistów, solistek, par sportowych i tanecznych w kategorii seniorów, 
juniorów (ang. Junior) i juniorów młodszych (ang. Novice). Mistrzostwa nie są rozgrywane cyklicznie w każdej z konkurencji z powodu braku zawodników.

## Medaliści w kategorii seniorów

### Soliści (S)
| Rok  | Miejsce          | Złoto                 | Srebro           | Brąz            | Źr.               |
| ---- | ---------------- | --------------------- | ---------------- | --------------- | ----------------- |
| 2000 | NO               | NO                    | NO               | NO              |                   |
| 2001 | NO               | NO                    | NO               | NO              |                   |
| 2002 | NO               | NO                    | NO               | NO              |                   |
| 2003 | NO               | NO                    | NO               | NO              |                   |
| 2004 | NO               | NO                    | NO               | NO              |                   |
| 2005 | NO               | NO                    | NO               | NO              |                   |
| 2006 | NO               | NO                    | NO               | NO              |                   |
| 2007 | NO               | NO                    | NO               | NO              |                   |
| 2008 | NO               | NO                    | NO               | NO              |                   |
| 2009 | NO               | NO                    | NO               | NO              |                   |
| 2010 | Majadahonda      | Javier Fernández      | Brak zawodników  | Brak zawodników | [ 1 ]             |
| 2011 | Barcelona        | Javier Raya           | Javier Fernández | Felipe Montoya  | [ 2 ] [ 3 ] [ 4 ] |
| 2012 | Jaca             | Javier Fernández      | Felipe Montoya   | Brak zawodników | [ 5 ]             |
| 2013 | Majadahonda      | Javier Fernández      | Javier Raya      | Felipe Montoya  | [ 6 ]             |
| 2014 | Jaca             | Javier Fernández      | Javier Raya      | Felipe Montoya  | [ 7 ]             |
| 2015 | Grenada          | Javier Fernández      | Javier Raya      | Felipe Montoya  | [ 8 ]             |
| 2016 | San Sebastián    | Javier Fernández      | Felipe Montoya   | Javier Raya     | [ 2 ] [ 3 ] [ 4 ] |
| 2017 | Vielha e Mijaran | Javier Fernández      | Javier Raya      | Felipe Montoya  | [ 3 ] [ 2 ] [ 4 ] |
| 2018 | Jaca             | Javier Fernández      | Javier Raya      | Felipe Montoya  | [ 9 ]             |
| 2019 | Logroño          | Héctor Alonso         | Javier Raya      | Brak zawodników | [ 10 ]            |
| 2020 | San Sebastián    | Aleix Gabara          | Wycofał się      | Brak zawodników | [ 11 ]            |
| 2021 | Valdemoro        | Tomás Llorens Guarino | Pablo García     | Wycofał się     | [ 12 ]            |
| 2022 | Jaca             | Tomás Llorens Guarino | Pablo García     | Iker Oyarzabal  | [ 13 ]            |

### Solistki (S)
| Rok                                         | Miejsce          | Złoto           | Srebro             | Brąz             | Źr.                  |
| ------------------------------------------- | ---------------- | --------------- | ------------------ | ---------------- | -------------------- |
| 1995                                        | NO               | Marta Andrade   | NO                 | NO               | [ 14 ]               |
| 1996                                        | NO               | Marta Andrade   | NO                 | NO               | [ 14 ]               |
| 1997                                        | NO               | Marta Andrade   | NO                 | NO               | [ 14 ]               |
| 1998                                        | NO               | Marta Andrade   | NO                 | NO               | [ 14 ]               |
| 1999                                        | NO               | Marta Andrade   | NO                 | NO               | [ 14 ]               |
| 2000                                        | NO               | Marta Andrade   | Melania Albea      | NO               | [ 14 ] [ 15 ]        |
| 2001                                        | NO               | Marta Andrade   | Melania Albea      | NO               | [ 14 ] [ 15 ]        |
| 2002                                        | NO               | Marta Andrade   | Alibel Alegre      | Melania Albea    | [ 14 ] [ 16 ] [ 15 ] |
| 2003                                        | NO               | NO              | Alibel Alegre      | NO               | [ 16 ]               |
| 2004                                        | NO               | NO              | NO                 | NO               |                      |
| 2005                                        | NO               | NO              | NO                 | NO               |                      |
| 2006                                        | NO               | NO              | NO                 | NO               |                      |
| 2007                                        | NO               | NO              | NO                 | NO               |                      |
| 2008                                        | NO               | NO              | NO                 | NO               |                      |
| 2009                                        | NO               | NO              | NO                 | NO               |                      |
| 2010                                        | Majadahonda      | Sonia Lafuente  | Brak zawodniczek   | Brak zawodniczek | [ 17 ]               |
| 2011                                        | Barcelona        | Mónica Gimeno   | Brak zawodniczek   | Brak zawodniczek | [ 18 ]               |
| 2012                                        | Jaca             | Sonia Lafuente  | Mónica Gimeno      | Alisa Morozova   | [ 19 ]               |
| 2013                                        | Majadahonda      | Sonia Lafuente  | Mónica Gimeno      | Brak zawodniczek | [ 20 ]               |
| 2014                                        | Jaca             | Sonia Lafuente  | Marta García       | Brak zawodniczek | [ 21 ]               |
| 2015                                        | Grenada          | Sonia Lafuente  | Marta García       | Brak zawodniczek | [ 22 ]               |
| 2016                                        | San Sebastián    | Sonia Lafuente  | Marta García       | Brak zawodniczek | [ 23 ] [ 24 ]        |
| 2017                                        | Vielha e Mijaran | Valentina Matos | Sonia Lafuente     | Brak zawodniczek | [ 25 ] [ 23 ]        |
| Konkurencji nie rozegrano w sezonie 2017–18 |                  |                 |                    |                  |                      |
| 2019                                        | Logroño          | Valentina Matos | Brak zawodniczek   | Brak zawodniczek | [ 26 ]               |
| 2020                                        | San Sebastián    | Valentina Matos | Brak zawodniczek   | Brak zawodniczek | [ 27 ]               |
| 2021                                        | Valdemoro        | Marian Millares | Lucía Ruiz Manzano | Brak zawodniczek | [ 28 ]               |
| 2022                                        | Jaca             | Marian Millares | Lucía Ruiz Manzano | Brak zawodniczek | [ 29 ]               |

### Pary sportowe (S)
| Rok                                          | Miejsce       | Złoto                               | Srebro                       | Brąz            | Źr.    |
| -------------------------------------------- | ------------- | ----------------------------------- | ---------------------------- | --------------- | ------ |
| 2000                                         | NO            | NO                                  | NO                           | NO              |        |
| 2001                                         | NO            | NO                                  | NO                           | NO              |        |
| 2002                                         | NO            | NO                                  | NO                           | NO              |        |
| 2003                                         | NO            | NO                                  | NO                           | NO              |        |
| 2004                                         | NO            | NO                                  | NO                           | NO              |        |
| 2005                                         | NO            | NO                                  | NO                           | NO              |        |
| 2006                                         | NO            | NO                                  | NO                           | NO              |        |
| 2007                                         | NO            | NO                                  | NO                           | NO              |        |
| 2008                                         | NO            | NO                                  | NO                           | NO              |        |
| 2009                                         | NO            | NO                                  | NO                           | NO              |        |
| Konkurencji nie rozegrano w latach 2010–2012 |               |                                     |                              |                 |        |
| 2013                                         | Majadahonda   | Wieronika Grigorjewa / Aritz Maestu | Brak zawodników              | Brak zawodników | [ 30 ] |
| 2014                                         | Jaca          | Wieronika Grigorjewa / Aritz Maestu | Brak zawodników              | Brak zawodników | [ 31 ] |
| 2015                                         | Grenada       | Marcelina Lech / Aritz Maestu       | Brak zawodników              | Brak zawodników | [ 32 ] |
| 2016                                         | San Sebastián | Marcelina Lech / Aritz Maestu       | Brak zawodników              | Brak zawodników | [ 33 ] |
| Konkurencji nie rozegrano w sezonie 2016–17  |               |                                     |                              |                 |        |
| 2018                                         | Jaca          | Laura Barquero / Aritz Maestu       | Dorota Broda / Pedro Betegón | Brak zawodników | [ 34 ] |
| 2019                                         | Logroño       | Laura Barquero / Aritz Maestu       | Dorota Broda / Pedro Betegón | Brak zawodników | [ 35 ] |
| 2020                                         | San Sebastián | Laura Barquero / Tòn Cónsul         | Dorota Broda / Pedro Betegón | Brak zawodników | [ 36 ] |
| 2021                                         | Valdemoro     | Laura Barquero / Marco Zandron      | Dorota Broda / Pedro Betegón | Brak zawodników | [ 37 ] |
| 2022                                         | Jaca          | Dorota Broda / Pedro Betegón        | Brak zawodników              | Brak zawodników | [ 38 ] |

### Pary taneczne (S)
| Rok                                          | Miejsce          | Złoto                          | Srebro                         | Brąz                        | Źr.                  |
| -------------------------------------------- | ---------------- | ------------------------------ | ------------------------------ | --------------------------- | -------------------- |
| 2000                                         | NO               | NO                             | NO                             | NO                          |                      |
| 2001                                         | NO               | NO                             | NO                             | NO                          |                      |
| 2002                                         | NO               | NO                             | NO                             | NO                          |                      |
| 2003                                         | NO               | NO                             | NO                             | NO                          |                      |
| 2004                                         | NO               | NO                             | NO                             | NO                          |                      |
| 2005                                         | NO               | NO                             | NO                             | NO                          |                      |
| 2006                                         | NO               | NO                             | NO                             | NO                          |                      |
| 2007                                         | NO               | NO                             | NO                             | NO                          |                      |
| 2008                                         | NO               | NO                             | NO                             | NO                          |                      |
| 2009                                         | NO               | NO                             | NO                             | NO                          |                      |
| Konkurencji nie rozegrano w latach 2010–2011 |                  |                                |                                |                             |                      |
| 2012                                         | Jaca             | Sara Hurtado / Adrià Díaz      | Brak zawodników                | Brak zawodników             | [ 39 ]               |
| 2013                                         | Majadahonda      | Sara Hurtado / Adrià Díaz      | Brak zawodników                | Brak zawodników             | [ 40 ]               |
| 2014                                         | Jaca             | Sara Hurtado / Adrià Díaz      | Celia Robledo / Luis Fenero    | Brak zawodników             | [ 41 ]               |
| 2015                                         | Grenada          | Sara Hurtado / Adrià Díaz      | Celia Robledo / Luis Fenero    | Brak zawodników             | [ 42 ]               |
| 2016                                         | San Sebastián    | Celia Robledo / Luis Fenero    | Brak zawodników                | Brak zawodników             | [ 43 ]               |
| 2017                                         | Vielha e Mijaran | Sara Hurtado / Kiriłł Chalawin | Olivia Smart / Adrià Díaz      | Celia Robledo / Luis Fenero | [ 44 ] [ 45 ] [ 43 ] |
| 2018                                         | Jaca             | Sara Hurtado / Kiriłł Chalawin | Olivia Smart / Adrià Díaz      | Celia Robledo / Luis Fenero | [ 44 ] [ 45 ] [ 43 ] |
| 2019                                         | Logroño          | Sara Hurtado / Kiriłł Chalawin | Olivia Smart / Adrià Díaz      | Brak zawodników             | [ 46 ]               |
| 2020                                         | San Sebastián    | Olivia Smart / Adrià Díaz      | Sara Hurtado / Kiriłł Chalawin | Brak zawodników             | [ 47 ]               |
| Konkurencji nie rozegrano w 2021 roku        |                  |                                |                                |                             |                      |
| 2022                                         | Jaca             | Olivia Smart / Adrià Díaz      | Sara Hurtado / Kiriłł Chalawin | Brak zawodników             | [ 48 ]               |